# Brutality (filme)
Brutality é um filme mudo de 1912, do gênero dramático em curta-metragem estadunidense, escrito e dirigido por D. W. Griffith.

## Elenco
- Walter Miller
- Mae Marsh
- Joseph Graybill
- Lionel Barrymore
- Elmer Booth
- Clara T. Bracy
- William J. Butler
- Harry Carey
- John T. Dillon
- Frank Evans
- Dorothy Gish
- Lillian Gish
- Robert Harron
- Madge Kirby
- Walter P. Lewis
- Charles Hill Mailes
- Alfred Paget
- Jack Pickford
- Gus Pixley
- W. C. Robinson
- Henry B. Walthall
- J. Waltham